# Верба (переносной зенитный ракетный комплекс)
«Верба» (индекс ГРАУ — 9К333, ракета — 9М336) — российский переносной зенитный ракетный комплекс (ПЗРК), предназначенный для поражения самолётов, вертолётов, крылатых ракет и БПЛА с невысоким тепловым излучением на встречных и догонных курсах в условиях помех. Является преемником ПЗРК «Игла-С» 9К338, по эффективности превосходя в 1,5…2 раза, особенно на рубежах более 3 км.

## Описание
Твердотопливный двигатель ракеты комплекса 9К333 позволяет поражать воздушные цели на дальности свыше 6 км и на высоте больше 4,4 км. Ракета 9М336 оснащена трёхдиапазонной (2 ИК + УФ) оптической головкой самонаведения (ОГС), она будет защищена от тех лазерных помеховых комплексов, которые только ещё поступают на вооружение передовых стран мира.
В комплекс входит автоматизированная система управления (АСУ), производящая обнаружение воздушных целей, в том числе групповых, определение параметров их полёта, а также распределение найденных целей между зенитчиками с учётом их расположения. Комплекс разработан «КБ машиностроения» (Коломна).
Если солдаты, применяющие ПЗРК, пытаются визуально обнаружить цели и не всегда готовы вовремя среагировать и занять позицию для стрельбы по быстролетящему объекту, то комплекс АСУ за счёт малогабаритной помехозащищённой обзорной РЛС 1Л122 способен обнаружить за 40 км (модификация 1Е) или за 80 км (модификация 2Е) приближающуюся цель, своевременно отдать звуковые команды операторам ПЗРК для занятия позиции для стрельбы, вычислить по ГЛОНАСС позицию стрелка и с помощью встроенных гироскопов и надеваемого на второй глаз стрелка видеоретранслятора данных с радара, указать ему азимут для стрельбы.
Портативная обзорная РЛС 1Л122 может также использоваться с расчётами вооружёнными ПЗРК «Игла».
Компоненты управления и обнаружения комплекса «Верба» (9В861, 9С931, 9С935 и др) относятся к управлению тактического звена ПВО «Барнаул-Т» и интегрированы в общевойсковую систему управления ПВО с получением данных от более старших систем обнаружения целей.

## Состав комплекса

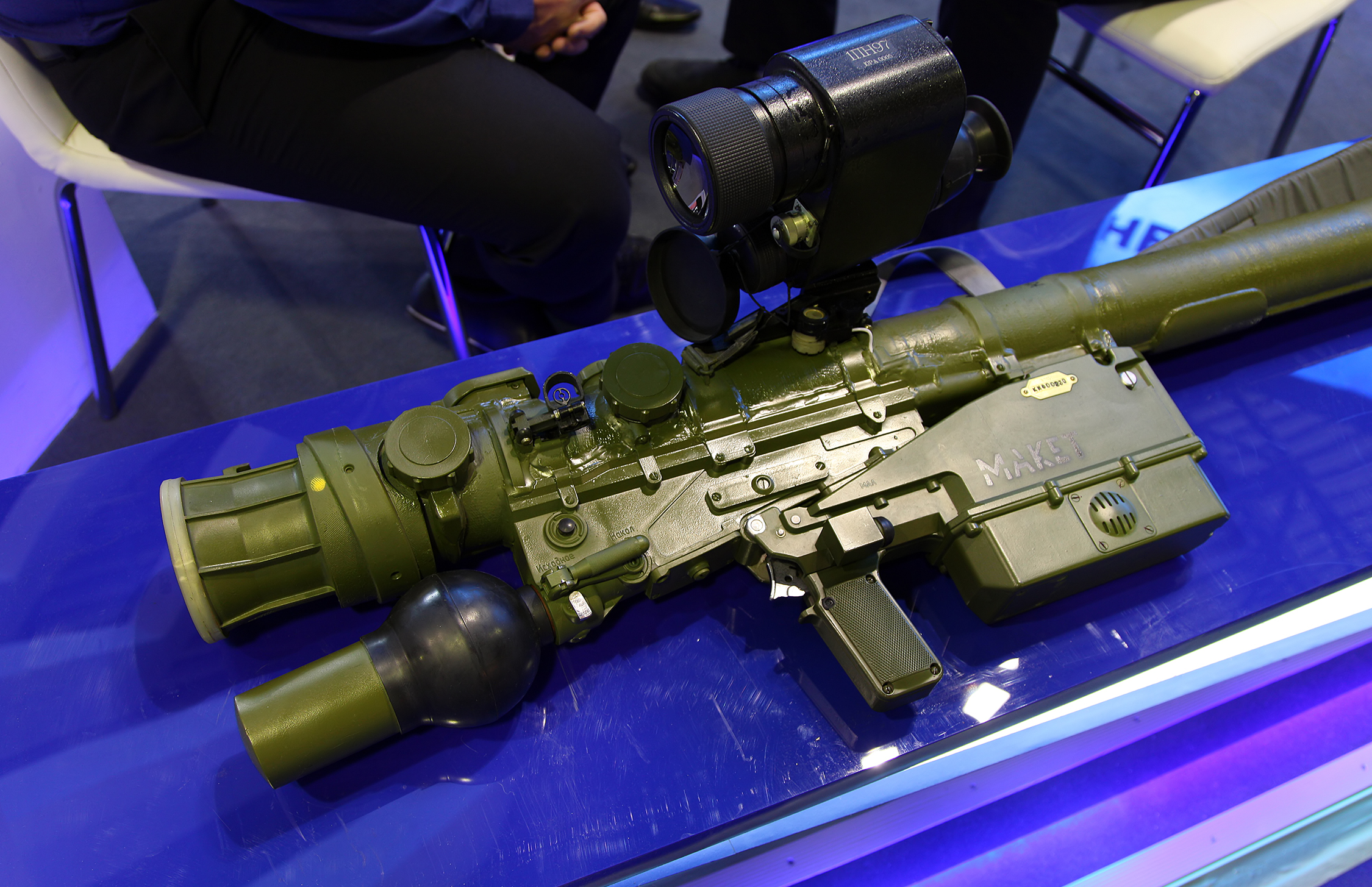
Верба на МАКС-2015.

В состав комплекса 9К333 «Верба» входят:
- ракета 9М336
- пусковой механизм 9П521
- малогабаритный радиолокационный обнаружитель 1Л122 в виде обзорной РЛС с дальностью 40—80 км[5]
- наземный радиолокационный запросчик «свой — чужой» 1Л229В
- подвижный контрольный пункт 9В861
- модуль планирования 9С931
- модуль разведки и управления 9С932−1
- переносной модуль управления огнём 9С933 (в бригадном комплекте)
  - встроенный монтажный комплект 9С933−1 (в дивизионном комплекте)
- комплект средств автоматизации стрелков-зенитчиков 9С935
- учебно-тренировочные средства.

## На вооружении

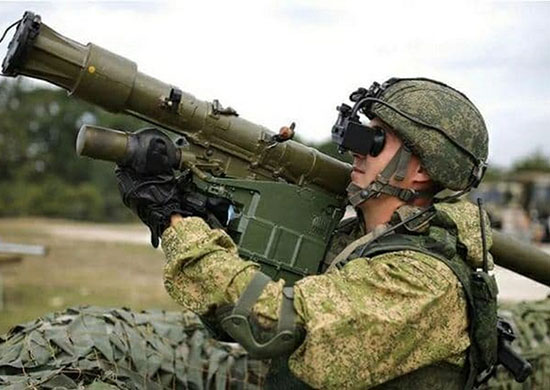
Зенитчик российской военной базы в Таджикистане с ПЗРК «Верба»

- Россия[8]
- Армения[9]

## Служба и боевое применение

### Боевое применение
3 августа 2017 российские военные в Сирии на блокпосте в районе Восточная Гута из ПЗРК «Верба» сбили беспилотник группировки «Джебхат ан-Нусра», корректирующий огонь наземной артиллерии, обстреливавшей российское посольство в Дамаске. БПЛА был сбит с первого выстрела.
Используется в ходе вторжения России на Украину, некоторое количество было захвачено украинской стороной.

### Служба
ПЗРК «Верба» стоят на вооружении следующих формирований:
1. в/ч 61756. 7-я гвардейская десантно-штурмовая дивизия (7 гв. дшд)[8]
2. в/ч 07264. 76-я гвардейская десантно-штурмовая дивизия (76 гв. дшд)[8];
3. в/ч 65451. 98-я гвардейская воздушно-десантная дивизия (98 гв. вдд)[8];
4. в/ч 55599. 106-я гвардейская воздушно-десантная дивизия (106 гв. вдд)[8];
5. в/ч 12128. 21-я отдельная гвардейская мотострелковая бригада (тяжёлая) (21 гв. омсбр(т))[11];
6. в/ч 41659. 35-я отдельная гвардейская мотострелковая бригада (35 гв. омсбр)[12]
7. в/ч 69647. 37-я отдельная гвардейская мотострелковая бригада (37 гв. омсбр)[13]
8. в/ч 51460. 57-я отдельная гвардейская мотострелковая бригада (57 гв. омсбр): бригадный комплект 27 единиц[14].

## Тактико-технические характеристики

### Ракеты
- Дальность действия, м: 500—6400[15][16]
- Высота поражения, м: 10—4500[15][16]
- Масса боевых средств, кг: 17,25[15]
- Максимальная скорость поражаемых целей на встречных курсах, м/с: 400[15]
- Максимальная скорость поражаемых целей на догонных курсах, м/с: 320[15]
- Количество спектральных каналов ОГС, : 3[15]
- Применение, на суше в воздухе и на море с подвижных и неподвижных носителей[17].